# Lijst van banken in Brazilië
Dit is een lijst van banken in  Brazilië

## Centrale bank
- Banco Central do Brasil

## Grote private banken
- Itaú Unibanco
- Bradesco
- Banco Safra

## Overheidsbanken
- Banco do Brasil
- Banrisul
- Caixa Econômica Federal
- Banestes (Banco do Estado do Espírito Santo)

## Overige banken
- Banco Alfa
- Banco Nacional de Desenvolvimento Econômico e Social (BNDES)
- Banco Votorantim

## Buitenlandse banken
- Banco Real voorheen van ABN AMRO bank ; later overgenomen door Banco Santander Banespa
- Citibank (Citigroup)
- HSBC Bank Brazilië
- Banco Santander Banespa, eigendom van Banco Santander

## Overgenomen en opgeheven banken
- Banco do Estado de Pernambuco (Bandepe) overgenomen door Banco Real
- Banco do Estado do Rio de Janeiro (Banerj) overgenomen door Banco Itaú
- Banco do Estado de Minas Gerais (Bemge) overgenomen door Banco Itaú
- Banco do Estado do Paraná (Banestado) overgenomen door Banco Itaú
- Banco do Estado de Santa Catarina (BESC) overgenomen door Banco do Brasil
- Banco do Estado do Piauí (BEP) overgenomen door Banco do Brasil
- BBVA Brazilian operations overgenomen door Bradesco
- Banco de Crédito Nacional overgenomen door Banco de Crédito Nacional (BCN)
- Bamerindus overgenomen door HSBC
- Banco Bandeirantes overgenomen door Caixa Geral de Depósitos, later overgegaan in Unibanco
- Banco Boavista overgenomen door Banco de Crédito Nacional (BCN)
- Banco Economico overgenomen door BBVA
- Banco Mercantil Finasa overgenomen door Bradesco
- Banco Meridional overgenomen door Banco Santander Banespa
- Banco Nacional overgenomen door Unibanco
- Banco Sudameris overgenomen door ABN AMRO bank
- BankBoston Brazilian operations overgenomen door Banco Itaú
- Banorte overgenomen door Banco Bandeirantes

Dit artikel of een eerdere versie ervan is een (gedeeltelijke) vertaling van het artikel List of banks in the Americas op de Engelstalige Wikipedia, dat onder de licentie Creative Commons Naamsvermelding/Gelijk delen valt. Zie de bewerkingsgeschiedenis aldaar.